# Tears of White Roses
Tears of White Roses je debutové album české metalové skupiny Sebastien, které bylo vydáno v roce 2010 prostřednictvím anglického vydavatelství Escape Music.

## Seznam skladeb
- Hudba: George Rain & Andy Mons
- Texty: Jan Petričko

1. "Museé Du Satan Rouge" - 3:47
2. "Femme Fatale" - 4:15
3. "Dorian" - 4:14
4. "Remiel In Flames" - 4:09
5. "Tears Of White Roses" - 4:03
6. "Phoenix Rising" - 3:27
7. "Voices In Your Heart" - 3:28
8. "Fields Of Chlum (1866 A.D.)" - 4:33
9. "Lake Of Dreams" - 3:49
10. "Silver Water" - 5:02
11. "Black Rose - part I" - 3:14
12. "Black Rose - part II" - 2:56

## Složení

### Členové
- George Rain – zpěv, kytary
- Andy Mons – kytary
- Petri Skalainen – baskytara
- Victor Mazanek – klávesy
- Radek Rain – bicí

### Hosté
- Amanda Somerville – zpěv
- Apollo Papathanasio – zpěv
- Doogie White – zpěv
- Fabio Lione – zpěv
- Mike DiMeo – zpěv
- Roland Grapow – kytarové sólo, zpěv
- Tore Moren – kytarové sólo

## Produkce
- Produkce: Roland Grapow
- Mix a mastering: Roland Grapow v Grapow Studios ve Zvolenské Slatině, Slovensko.
- Návrh obalu a loga: DisArt Design